# Charles Ritterband

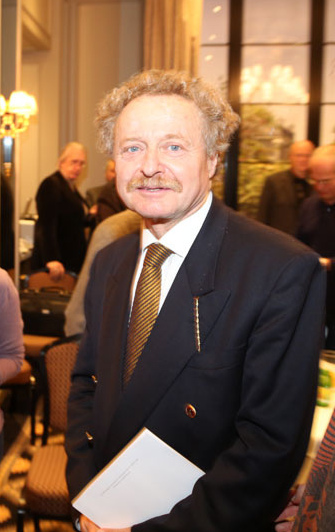
Charles Ritterband (2013)

Charles E. Ritterband (* 7. Oktober 1952 in Zürich), aufgewachsen zwischen Zürich und Wien, ist ein Schweizer Autor, Journalist und politischer Kommentator, der seit 2001 in Wien lebt.

## Leben
Nach Abschluss seiner Studien der Germanistik, Geschichte, Philosophie und Staatswissenschaften an den Universitäten Zürich und Harvard, dem Institut d’études politiques de Paris (IEPP) und St. Gallen (HSG) betätigte er sich Jahrzehnte lang als Redaktor und als Korrespondent der Neuen Zürcher Zeitung. Für die NZZ war Ritterband in Jerusalem, London, Washington, D.C. und Buenos Aires tätig. Der gebürtige Schweizer lebt seit 2001 in Wien (seine Mutter war Österreicherin)  und war dort bis 2013 Korrespondent der Neuen Zürcher Zeitung für Österreich und Ungarn.
Ritterband lehrt an den Universitäten Wien, Innsbruck und Krems sowie an den Fachhochschulen für Wirtschaft, Wien und am Joanneum Journalismus und Unternehmenskommunikation. Er gehört der Jury für den österreichischen Verfassungspreis an.

## Veröffentlichte Bücher
- Israel hautnah : Ernüchterung im Land der Ungeduld, Verlag Neue Zürcher Zeitung AG, ISBN 3-85823-136-3
- Sowjetunion, Verlag Rüegger, Diessenhofen ISBN 3-7253-0051-8
- Universeller Menschenrechtsschutz und völkerrechtliches Interventionsverbot, Verlag Paul Haupt, Bern, ISBN 3-258-03205-X
- Dem Österreichischen auf der Spur. Expeditionen eines NZZ-Korrespondenten, mit Karikaturen von Michael Pammesberger. Erschienen 2009 bei Böhlau ISBN 978-3-205-78399-2 und NZZ Libro ISBN 978-3-03823-559-0
- Österreich – Stillstand im Dreivierteltakt, mit Karikaturen von Michael Pammesberger. Böhlau Verlag, Wien 2016, ISBN 978-3-205-20389-6

- Grant und Grandezza. Randbemerkungen in Österreich, mit Illustrationen von Michael Pammesberger; Carl Ueberreuter Verlag, Wien 2018, ISBN 978-3-8000-7694-9

## Beiträge in Publikationen
- Jahrbuch für internationale Sicherheitspolitik 2002, ISBN 3-8132-0799-4
- Jahrbuch für internationale Sicherheitspolitik 2003, ISBN 3-8132-0813-3
- Marktwirtschaft Teufelswerk. Die Weltreligionen und die Wirtschaft, 1992, ISBN 3-9802641-1-4
- „Foreign Correspondent“ – vom Mythos zur Krise, in: Journalismus, Leykam Verlag, Graz 2004, ISBN 3-7011-7491-1
- Bedrohte Demokratien in Lateinamerika? Zwischen Wirtschaftskrisen und Machtambitionen, in: Zürcher Beiträge zur Sicherheitspolitik und Konfliktforschung Nr. 54, ISBN 3-905641-65-8